# Итальянско-казахстанские отношения
Итальянско-казахстанские отношения — это двусторонние дипломатические отношения между Республикой Казахстан и Итальянской Республикой в политической, экономической и культурной сферах.

## История
21 августа 1992 года между Итальянской Республикой и Республикой Казахстан было подписано соглашение об установлении дипломатических отношений.
В октябре 1992 года в Казахстане открыто посольство Итальянской Республики. С апреля 2005 года посольство находится в городе Астана. А в 1996 году в Италии было открыто открыто посольство Казахстана.
Первый президент Казахстана Нурсултан Назарбаев посетил Италию 6 раз: 4 раза с государственными и официальными визитами — в сентябре 1994 года, сентябре 1998 года, феврале 2003 года и ноябре 2009 года; 2 раза с рабочими визитами — 17 октября 2014 года (саммит АСЕМ в Милане) и 27 июня 2015 года (на открытии национального дня Казахстана на Экспо-2015 в Милане). Президент Италии Оскар Луиджи Скальфаро посетил Казахстан в мае 1997 года. Премьер-министры Италии за время президентства Назарбаева посещали Казахстан 7 раз: 3 раза с официальными визитами: Романо Проди — в сентябре 1998 года и октябре 2007 года, Сильвио Берлускони — в октябре 2008 года; с рабочими (4 раза): Сильвио Берлускони — в декабре 2010 года (саммит ОБСЕ), Марио Монти — в марте и апреле 2012 года, Маттео Ренци — в июне 2014 года.
4—6 февраля 2003 года состоялся официальный визит президента Казахстана Нурсултана Назарбаева в Итальянскую Республику. Назарбаев провёл встречи с президентом Италии Карло Адзельо Чампи, председателем Совета министров Италии Сильвио Берлускони, председателем Палаты депутатов Пьером Казини, крупными промышленниками и представителями финансовых институтов.
В 2009 году был подписан межгосударственный Договор о стратегическом партнерстве между Итальянской Республикой и Республикой Казахстан.
28 января 2016 года итальянская делегация, возглавляемая министром сельскохозяйственной политики и вице-министром окружающей среды Италии, побывала в Астане.

## Культурно-гуманитарное сотрудничество
В 2013 году в Италии состоялись Дни культуры Казахстана, а в 2016 году в Казахстане прошли Дни культуры Италии.
В 2015 году между Национальным музеем Казахстана и итальянской ассоциацией «Чивита» было подписано соглашение. При библиотеке Амброзиана функционирует исследовательский центр по Дальнему Востоку, куда входит класс по изучению Казахстана.
В 2019 году между государственным университетом города Салерно и Евразийским Национальным университетом им Л. Н. Гумилева было подписано соглашение по программам обмена студентами и профессорско-преподавательским составом.

## Торговые отношения
За январь — ноябрь месяцы 2019 года товарооборот между Казахстаном и Италией составил 9,06 млрд долларов США, из них экспорт — 7,5 млрд, а импорт — 1,5 млрд. Основными продуктами казахстанского экспорта являются сырая нефть, газовый конденсат, нефтепродукты, мазут, изделия из чёрных металлов и т. д. Основными продуктами итальянского экспорта являются товары народного потребления, вино, машины и оборудование.

## Списки послов

### Послы Казахстана в Италии
1. Олжас Омарович Сулейменов (1995—2001)
2. Быргыным Айтимова (2002—2004)
3. Алмаз Хамзаев (2004—2012)
4. Андриан Елемесов (2012—10 августа 2015)
5. Сергей Нуртаев (сентябрь 2015—февраль 2021)
6. Ерболат Сембаев (февраль 2021—н. в.)

### Послы Италии в Казахстане
1. Диего Лоренцо Лонго (2002—2006)
2. Бруно Антонио Паскуино (2006—2011)
3. Альберто Пиери (2011—2014)
4. Стефано Раваньян (2014—2018)
5. Паскуале Д’Авино (2018—2021)
6. Марко Альберти (2021—2024)
7. Антонелло Де Риу (2025-н. в.)